# Cratichneumon brevipennis
Cratichneumon brevipennis är en stekelart som först beskrevs av Cresson 1864.  Cratichneumon brevipennis ingår i släktet Cratichneumon och familjen brokparasitsteklar. Inga underarter finns listade i Catalogue of Life.